# یواس‌اس دهلیا (۱۸۶۲)
یواس‌اس دهلیا (۱۸۶۲) (به انگلیسی: USS Dahlia (1862)) یک کشتی بود که طول آن not known بود. این کشتی در سال ۱۸۶۲ ساخته شد.